# 6000 United Nations
6000 United Nations eller 1987 UN är en asteroid i huvudbältet, som upptäcktes 27 oktober 1987 av den danska astronomen Poul Jensen vid Brorfelde-observatoriet. Den är uppkallad efter Förenta nationerna.
Den har den diameter på ungefär 11 kilometer och den tillhör asteroidgruppen Eunomia.